# Simon (The Walking Dead)
Simon (también conocido como Salvador Miembro en su primera aparición) es un personaje de ficción original de la serie de televisión The Walking Dead . Es interpretado por el actor canadiense, Steven Ogg.
Simon es un miembro de alto rango de Los Salvadores y la mano derecha personal de su líder supremo: Negan. Simon es instrumental en la captura de Rick Grimes y su grupo mientras se dirigen en un RV para llevar a Maggie Greene a la colonia Hilltop. Al igual que Daryl Dixon, Simon es un personaje original no incluido en la serie de cómics del mismo nombre.

## Fondo del personaje

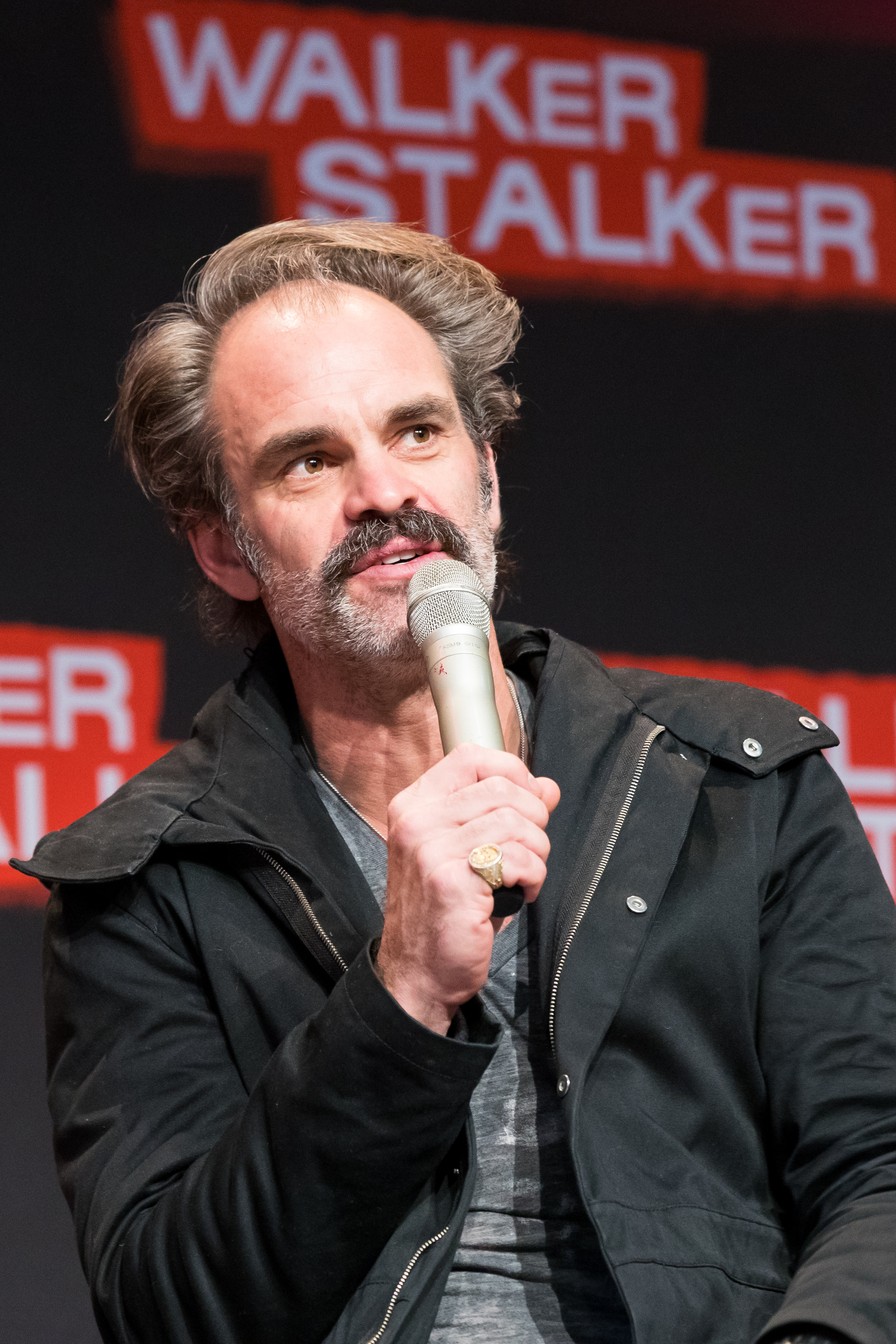
Steven Ogg interpretó a Simon en la serie, durante tres temporadas, empezando como personaje recurrente y luego en la temporada 8 es ascendido a un rol regular.

### Historia temprana
Aunque poco más se sabe acerca de Simon antes de su introducción, en "Worth", se revela que fue responsable de la masacre de todos los hombres de la comunidad de Oceanside. Negan reconoció que la crueldad de Simon podía ser utilizada de manera productiva, pero necesitaba ser vigilada de cerca, por lo que Negan lo convirtió en un Salvador de alto rango.

## Historia

### Sexta temporada (2016)
Simon es presentado en el final de la sexta temporada, "Last Day on Earth", donde es uno de los tenientes principales de Negan que trabajan para encaminar a Rick Grimes y su grupo hacia un punto de un encuentro designado mediante la creación de obstáculos. Una vez que Rick y sus amigos llegan, Simon y otros Salvadores obligan al grupo a arrodillarse cuando se les presenta por primera vez a Negan y "Lucille", su bate de béisbol envuelto con alambre de púas. Buscando forzar al grupo a someterse por sus transgresiones contra los Salvadores, Negan se prepara para matar a uno de ellos, dejando en misterio a la víctima.

### Séptima temporada (2016—17)
En el estreno de la séptima temporada , "The Day Will Come When You Won't Be", Se revela que Negan le revienta la cabeza a Abraham Ford, hasta demolerle el cráneo, conduciendolo a la muerte y luego mata a Glenn Rhee  de la misma manera, como castigo debido a que Daryl Dixon trata de detener a Negan, Simon y los otros Salvadores toman a Daryl como cautivo cuando regresan a su base, El Santuario.
Simon es asignado para el contacto de los Salvadores para la comunidad de Hilltop, asegurando la cooperación del cobarde Gregory para continuar las ofertas de Hilltop a los salvadores ("Go Getters"). Cuando Daryl se escapa del Santuario, Simon y los Salvadores lo buscan en la Zona Segura de Alexandria, saqueando a la comunidad y advirtiendo a Rick de que el arquero tendrá retribución si lo encuentran("Rock in the Road"). Después de que Negan mata al médico del Santuario, Simon captura al hermano del médico que ha estado sirviendo en la colonia Hilltop. Simon se da cuenta de que Gregory está perdiendo el control de la comunidad ante Maggie Rhee, la esposa viuda de Glenn, y Simon le confía a Gregory que le avise si hay problemas. ("The Other Side").
Finalmente, Negan y los Salvadores se ven obligados a ir a ver una rebelión organizada por Rick y la comunidad de Alexandria, pero Rick y sus aliados pueden repeler el ataque. Posteriormente, Rick, en su intento de rebelarse es sometido nuevamente por Negan y Simon y cuando estaba a punto de morir su hijo Carl aparece el Rey Ezekiel de la comunidad del Reino acuerdan lanzar una ofensiva contra los Salvadores, salvando a Carl de una muerte segura, Maggie aparece con los residentes de Hilltop lanzando otro ataque mientras que Negan, Simon y los demás Salvadores se preparan para ir a la guerra, mediante un nuevo ataque. ("The First Day of the Rest of Your Life").

### Octava temporada (2017—18)
Gregory, ahora que ha perdido todo el control de Hilltop y Maggie, viene al Santuario para advertir a Simon, Negan y los demás tenientes acerca de esto, pero les asegura que un poco de coacción puede hacer que vuelvan a estar en línea (En el flashback de "The Big Scary U"). Simon sugiere que simplemente eliminen a todos los miembros de la comunidad de Hilltop, pero Negan rechaza firmemente esa idea, ya que ve a los residentes de estas comunidades como recursos. En ese momento, los aliados de Rick llegan al Santuario, exigiendo que se detengan ("Mercy"). Negan se niega, y Simon le dice a Gregory que advierta a los soldados de Hilltop que serán desalojados de Hilltop si forman alíanzas con Rick; ninguno de ellos desertan y permanecen de pie ante Maggie, y Simon lo empuja a Gregory de una escalera. Rick y sus aliados proceden a disparar contra el Santuario, obligando a Negan a cubrirse dentro de una caja de remolques y el resto de los Salvadores regresan al interior mientras dirigían a propósito una horda de caminantes dentro de las cercas del Santuario para contener a los Salvadores. Cuando Rick y sus aliados se van, El Padre Gabriel Stokes ve a Gregory luchando por protegerse y ayuda a rescatarlo, pero Gregory entra en pánico y se va solo, dejando que Gabriel termine refugiándose en el tráiler de la misma caja en la que se encuentra Negan. 
El ataque de Rick deja a Los Salvadores incapaces de abandonar el Santuario, lo que permite a Rick y su grupo tomar el control de otros puestos avanzados de los salvadores, incluida la captura de varios salvadores en un puesto de avanzada normalmente supervisado por Simon. En el Santuario, Simon, Dwight y los demás tenientes, creyendo que Negan está muerto, luchan en el vacío de poder y se preocupan de que uno de ellos filtró información al grupo de Rick; Dwight, que ha optado por ayudar a Rick, desvía su atención a otros asuntos ("The Big Scary U").
Simon comienza a tomar el control, y sus decisiones llevan a la preocupación de los trabajadores de abajo. Justo cuando la situación se pone tensa, Negan se revela que todavía está vivo, habiendo escapado del tráiler de la caja con Gabriel. Negan reafirma el control. Las circunstancias llevan a los Salvadores a eliminar a la horda que los bloquea, y Negan envía rápidamente a sus lugartenientes para que se enfrenten a los aliados de Rick ("How It's Gotta Be"). Simon lleva a un grupo a Hilltop, capturando a Jerry en el camino, y detiene a Maggie y un convoy de vehículos mientras se dirigen a otro puesto de avanzada del Salvadores. Simon mata a Neil, uno de los soldados de Maggie, y amenaza con matar a Jerry a cambio de que se dé la vuelta y regrese a Hilltop. Mientras tanto, Negan lanza una gran ofensiva en Alexandria, destruyendo efectivamente la comunidad, a través de Carl Grimes puede ayudar a proteger a los residentes al hacer que se escondan en una alcantarilla. Dwight, para proteger a sus aliados, se ve obligado a atacar a algunos Salvadores durante esto, pero una Salvador, Laura, logra escapar antes de que pueda matarla. Mientras tanto, Negan organiza a los salvadores para encontrar a los alexandrinos desaparecidos, él le dice a Simon que vaya donde los carroñeros, liderados por Jadis, y les dé su "oferta estándar", para matar a uno de ellos para poner a los otros en línea. ("The Lost and the Plunderers") Antes de irse, los salvadores reciben una ataúd de Hilltop la cual supuestamente estaba "Maggie", y resulta que contiene el cuerpo re-animado de uno de los hombres de Simon que había sido capturado por la milicia de Hilltop, enfureciéndolo. Su ira se enoja cuando se enfrenta a Jadis, y ordena a sus hombres a que masacren a los carroñeros, se procede una feroz masacre en donde todos terminan reanimados. Durante la masacre organizada por Simon se revela que Jadis fue la única sobreviviente ya que ella se hizo pasar por muerta para evitar ser masacrada y Simon regresa inmediatamente al Santuario e informa que había seguido las órdenes de Negan. Más tarde, Negan diseña un nuevo plan para atacar a Hilltop con armas cubiertas con las vísceras de los caminantes, para que los que golpean se vuelvan y ataquen a la comunidad desde dentro ("The Key") Mientras conducen allí, Simon tiene a Dwight. viaja con él, y le confiesa que él cree que Negan no es lo suficientemente agresivo y que deberían sacarlo del poder. Rick ataca el auto de Negan, derribándolo del convoy. Simon y Dwight tienen a los otros Salvadores en guardia mientras buscan a Negan. Encuentran su automóvil abandonado, sin darse cuenta de que se está escondiendo de Rick en un edificio cercano. Simon le afirma a Dwight que esta es su oportunidad, y Dwight le prende fuego al auto.. Los dos informan a los otros Salvadores que Negan probablemente está muerto, y ahora les dice que eliminarán a la comunidad de Hilltop. Ignoran que Negan sobrevive al ataque de Rick, pero es capturado brevemente por una vengativa Jadis, donde se entera de la desobediencia de Simon. El ataque de los Salvadores en Hilltop comienza, pero la comunidad de Hilltop está bien preparada y es capaz de defenderse del ataque ("Do Not Send Us Astray"). Simon y Dwight se infiltran en la colonia Hilltop, y Simon ipreparado para atacar con una arma contaminada a Tara Chambler, quien sabía que lideró el ataque anterior en su puesto de avanzada. Dwight se adelanta en el tiro, pero solo la hiere de manera discreta pero deliberadamente con una flecha limpia, salvándole la vida en el acto. Los Salvadores se ven obligados a tomar la retirada de regreso al Santuario.
Simon prepara a los Salvadores para otra gran ofensiva cuando Negan reaparece ("Worth"). Negan obliga a Simon a arrodillarse, que parece estar listo para matarlo por tratar de tomar el control de los Salvadores, pero cuando Simon sucumbe a sus órdenes sin preguntas ni resistencia, Negan le dice que todo está perdonado. Simon se reúne con Dwight, instándole a reunir a cualquier Salvador que pueda estar listo para derrocar a Negan en una reunión secreta. Dwight, tratando de cubrir su propia duplicidad, está de acuerdo. En la reunión, Simon descubre que Dwight le contó a Negan sobre esto y Negan está furioso con Simon por haber ido en contra de sus órdenes al tratar con los carroñeros como lo había hecho con la comunidad de Oceanside. Le dice a Simon que la única manera de adquirir el liderazgo es vencerlo en una pelea de puños. Con todos los Salvadores reunidos para mirar, Simon intenta matar a Negan, pero Negan fácilmente lo domina y le ahorca hasta aplastarle la tráquea. Negan luego tiene el cuerpo re-animado de Simon encadenado a la cerca fuera del Santuario. Después de la paz con los Salvadores, los caminantes son liberados de la cerca y presuntamente eliminados, incluyendo a Simón. ("Wrath").

## Desarrollo y recepción
En la final de la temporada 6, "Last Day on Earth", Steven Ogg hizo su debut como Simon, quien es miembro de alto rango de los salvadores, uno de los principales antagonistas en la séptima temporada, en un rol recurrente, en la que se convirtió en un personaje coprotagónico.
Steven Ogg,quien interpretó a Simon, el escritor Scott M. Gimple le dijo que Simon iba a ser asesinado en el estreno de la octava temporada  el 22 de octubre de 2017. Ogg le pidió a Gimple que hiciera que Simon cayera en una "gran bala de cañón". Tanto él como el Jeffrey Dean Morgan, (Negan) interpretaron sus papeles en la pelea final, a pesar de no tener entrenamiento de pelea.
La mayoría de los críticos comentaron positivamente la actuación de Ogg en el episodio de la temporada 8 "Worth", con Joe Otterson de Variety saying  “diciendo: "Una vez más, Steven Ogg demuestra ser uno de los mejores villanos del juego en el episodio de esta semana de “The Walking Dead”. Ogg quien encarna a Simon hace su movimiento para apoderarse del Santuario, pero su tiempo lo demuestra. estar un poco apagado.”